# Ashantimytologi
Den viktigaste guden hos ashantifolket i Ghana i Västafrika är himmelsguden Nyamé (även Nyankopon). Hans hustru heter Asase Ya och de har två barn Bia och Anansi. Asase Ya är modergudinna och associeras med fruktbarhet.
Anansi är en av de viktigaste gudarna i den ashantiska mytologin. Han är en "trickster" och kulturbringare som å Nyamés vägnar utföra olika uppgifter och det är bland annat han som med regnet bekämpar elden. Anansis roll intogs senare av en kameleont.
Enligt vissa myter skapade Anansi solen, stjärnorna och månen. Han skapade den första mannen som Nyamé senare gav liv. Det var Anansi som lärde människan jordbruket.

## Andra gudar
- Adu oginae är hos ashantifolket den gudomlighet som var ledare för det första människosläktet.[1]